# Gall Force: Eternal Story
Gall Force: Eternal Story (ガルフォース Eternal Story, en japonais) est un shoot them up à scrolling vertical sorti en 1986 sur Famicom Disk System. Le jeu a été édité par HAL Laboratory. Il est basé sur Gall Force.